# حماسه بمبئی
حماسه بمبئی (به انگلیسی: Mumbai Saga) فیلمی محصول سال ۲۰۲۱ و به کارگردانی سانجی گوپتا است. در این فیلم بازیگرانی همچون جان آبراهام، عمران هاشمی، سونیل شتی، کجال آگاروال، روهیت روی، آنجانا سوکهانی، ماهش مانجرکار، پراتیک بابار، سمیر سونی، آمول گوپته، گلشن گروور و شاد راندهاوا ایفای نقش کرده‌اند.